# José Luis Hernández Castrellón
José Luis Hernández Castrellón (Valle Hermoso, Tamaulipas; 22 de junio de 1959) es un político mexicano, miembro del Partido Revolucionario Institucional. Fue diputado local por el IX Distrito electoral de Tamaulipas. Se desempeñó como el 20.° presidente municipal de Valle Hermoso, Tamaulipas, desde el 1 de octubre de 2013 hasta el 29 de septiembre de 2016

## Biografía
José Luis Hernández Castrellón nació el 22 de julio de 1959 en el poblado "El Realito" en la ciudad de Valle Hermoso, Tamaulipas.Se desempeñó como Presidente de la Asociación de Beneficencia y Cultura del Poblado "El Realito". Ha sido presidente del Comité de Financiamiento del Comité Directivo Municipal del Partido Revolucionario Institucional. Como servidor público, se ha desempeñado como Director de Limpieza Publica y Director de Desarrollo Social. En 2005 fungió como Jefe de la Oficina Fiscal del Estado de Tamaulipas en Valle Hermoso; en 2007, fue nombrado Coordinador del Programa "Unidos Avanzamos Mas".

## Trayectoria política
En 2010 fue elegido candidato del PRI a diputado local por el IX Distrito Electoral de Tamaulipas, resultando ganador en las elecciones del 4 de julio del mismo año. El 29 de febrero de 2013, pidió licencia al congreso del estado para buscar la candidatura del PRI a la presidencia municipal de Valle Hermoso. Habiendo ganado la elección del 7 de julio de 2013, el 30 de septiembre del mismo año, tomó protesta como Presidente Municipal de Valle Hermoso para el periodo 2013-2016.